# Josef Holanec
Josef Holanec (21. března 1872 Přepychy – 6. července 1925 tamtéž) byl rakouský politik české národnosti z Čech, v letech 1908 až 1913 poslanec Českého zemského sněmu.

## Biografie
Působil jako učitel v obci Val u Dobrušky. V nekrologu je uváděn jako statkář a řídící učitel. Od roku 1910 do roku 1921 byl aktivní v Ústřední jednotě hospodářských družstev v Praze.
Zapojil se i do vysoké politiky. V zemských volbách roku 1908 byl zvolen na Český zemský sněm, kde zastupoval kurii venkovských obcí, obvod Nové Město, Náchod, Úpice, Česká Skalice. Uváděl se jako kandidát agrární strany. Patřil od počátku k pokrokovému křídlu agrární strany. V 2. kole zemských voleb roku 1908 tu byl jeho protikandidátem klerikál Vojtěch Václav Sternberg.
Po roce 1918 se stáhl z politického života, ale nadále sledoval veřejné dění. Ve volbách do Národního shromáždění roku 1920 se ovšem veřejně postavil proti kandidatuře Josefa Kubíčka za agrárníky a byl tehdy sympatizantem tzv. agrární opozice, která se sbližovala s Československou národní demokracií. Když Kubíček roku 1923 skončil na poslaneckém postu, Holanec se s agrární stranou opět usmířil a ve volbách do Národního shromáždění roku 1925 se očekávalo, že sám bude kandidovat do československého parlamentu.
Zemřel v červenci 1925.